# Giuse Quách Kim Tài
Giuse Quách Kim Tài (sinh 1968, tiếng Trung:郭金才, tiếng Anh:Joseph Guo Jin-cai) là một giám mục Công giáo Trung Quốc. Ông hiện là Giám mục chính tòa Giáo phận Thừa Đức, một giáo phận mới được thành lập ngày 22 tháng 9 năm 2018. Giám mục Quách cũng là Đảng viên của Đảng Cộng sản Trung Quốc. Trước đó, ông là một giám mục bất hợp thức được tấn phong bởi chính quyền Trung Quốc và Tòa Thánh ra vạ tuyệt thông.

## Tiểu sử
Giám mục Giuse Quách sinh ngày 27 tháng 2 năm 1968, người Thừa Đức (Hà Bắc, Trung Quốc). Thuở nhỏ, ông gia nhập chủng viện tu tập và tốt nghiệp Thần học tại Chủng viện Hà Bắc. Ông thụ phong chức vụ linh mục ngày 8 tháng 9 năm 1992.
Ông hoạt động tích cực trong Hội Công giáo Yêu nước Trung Quốc, từng đảm nhiệm các chức vụ Phó tổng thư ký Hội Công giáo Yêu nước Trung Quốc, Phó chủ nhiệm Liên hội Công giáo Trung Quốc hải ngoại, Đại biểu Đại hội đại biểu Nhân dân toàn quốc khóa XI.
Năm 2008, ông được Hội Công giáo Yêu nước Trung Quốc bầu làm Giám mục Thừa Đức, một giáo phận bất hợp thức, có lãnh thổ tương đương giáo phận Nhiệt Hà, vốn bị trống tòa nhiều năm. Lễ tấn phong cho "tân giám mục" được cử hành vào ngày 20 tháng 11 năm 2010. Tuy nhiên, Tòa Thánh tuyên bố không công nhận việc bổ nhiệm giám mục này và vạ tuyệt thông đối với ông. Tòa Thánh cũng tuyên bố rõ về tình trạng trống tòa của giáo phận Nhiệt Hà và Giám quản Tông Tòa là Giám mục Gioan Trần Thương Bảo.
Ngày 9 tháng 12 năm 2010, ông được bầu làm Phó chủ tịch Hội Công giáo Yêu nước Trung Quốc, Tổng thư ký Hội đồng Giám mục Trung Quốc.
Ngày 22 tháng 9 năm 2018, Tòa Thánh ký kết với chính quyền Trung Quốc về vấn đề bổ nhiệm Giám mục, đồng thời cho thành lập Giáo phận Thừa Đức, với lãnh thổ là một phần giáo phận Nhiệt Hà và giáo phận Xích Phong. Ông cũng được giải vạ tuyệt thông và được Tòa Thánh chính thức công nhận là Giám mục Thừa Đức.